# Incontinència urinària
La incontinència urinària (IU) és qualsevol pèrdua involuntària d'orina. Pot ser un problema freqüent i molest, que pot tenir un profund impacte en la qualitat de vida. S'ha identificat com un problema important en l'atenció sanitària geriàtrica. El terme enuresi és sinònim d'incontinència urinària, si bé se sol reservar per a l'enuresi nocturna, una incontinència urinària principalment en nens. També hi ha un trastorn relacionat amb la defecació conegut com la incontinència fecal.
La cirurgia pelviana, l'embaràs, el part i la menopausa són els principals factors de risc. La incontinència urinària gairebé sempre és el resultat d'una subjacent causa mèdica, però no sempre el pacient l'explica al metge.

## Causes

### En dones
Els tipus d'incontinència urinària més freqüents en les dones són la incontinència urinària d'esforç i la incontinència d'ànsia. Es diu que les dones que presenten símptomes dels dos tipus tenen incontinència urinària "mixta". Després de la menopausa, la producció d'estrògens disminueix i, en algunes dones, el teixit uretral demostrarà atròfia, esdevenint més feble i més prima, possiblement jugant un paper en el desenvolupament de la incontinència urinària. L'existència de prolapse genital (majorment el cistocele) afavoreix la incontinència.
La incontinència urinària d'esforç en les dones es produeix amb més freqüència per la pèrdua de suport de la uretra, que sol ser conseqüència del dany a les estructures de suport pelvià com a conseqüència de l'embaràs, el part, l'obesitat, l'edat, entre d'altres.

### En homes
La incontinència d'ànsia és el tipus d'incontinència més freqüent en els homes. De manera similar a les dones, la fuga d'orina es produeix després d'una sensació d'orinar molt intensa, que no deixa prou temps per arribar al bany, una afecció anomenada síndrome de bufeta hiperactiva. En els homes, la malaltia s'associa habitualment a una hiperplàsia prostàtica benigna (una pròstata augmentada), que provoca una obstrucció de la sortida de la bufeta, una disfunció del múscul detrusor (múscul de la bufeta), que finalment provoca la síndrome de bufeta hiperactiva i la incontinència associada.
La incontinència urinària d'esforç és l'altre tipus d'incontinència freqüent en els homes, i és més freqüent després de la cirurgia de pròstata.

### En ambdós
- Disminució de l'estat de consciència, com pot ser l'estat avançat de les demències (per exemple: malaltia d'Alzheimer), per fàrmacs.
- Alguns fàrmacs hi poden contribuir (per exemple: anticolinèrgics), així com les infeccions del tracte urinari baix (per exemple: cistitis).
- La poliúria (producció excessiva d'orina) la qual, al seu torn, les causes més freqüents són: diabetis mellitus no controlada, polidípsia primària (excés de beure líquids), diabetis insípida (ja sigui central o nefrogènica).[10] La poliúria generalment causa la urgència urinària i freqüèntment, però no necessàriament, condueix a la incontinència.
- La cafeïna o les begudes de cola també estimulen la bufeta.
- Trastorns com esclerosi múltiple, espina bífida, malaltia de Parkinson, accident vascular cerebral o una lesió de medul·la espinal poden interferir amb la funció nerviosa de la bufeta.

## Tipus

### Principals
Hi ha quatre tipus principals:
- Incontinència urinària d'esforç (stress incontinence, en anglès): hi ha una pèrdua sobtada d'orina en dur a terme una acció que determini un augment de la pressió intraabdominal (exercici físic, tos, esternuts, etc.) suficient per vèncer la funció de l'esfínter vesical. Gairebé només afecta a les dones, encara que també pot presentar en homes intervinguts de pròstata. És la causa més habitual d'incontinència.
- Incontinència imperiosa o incontinència d'ànsia (urge incontinence, en anglès): quan hi ha una fuita brusca d'orina precedida per un intens desig d'orinar. Sol estar produït per un augment en la capacitat de contracció de la musculatura de la bufeta urinària i pot estar relacionada amb malalties i lesions neurològiques.
- Incontinència mixta (mixed incontinence, en anglès): habitualment una combinació de les dues anteriors.
- Incontinència per sobreeiximent o incontinència per vessament o incontinència paradoxal (overflow incontinence, en anglès): quan hi ha processos obstructius en el tracte urinari baix (habitualment de pròstata), que determinen una retenció urinària crònica (amb buidament incomplet de la bufeta) però que causa pèrdues involuntàries d'orina. Poc habitual.

### Altres tipus
- Fuita contínua o incontinència urinària total: és la pèrdua constant d'orina. En determinades anomalies anatòmiques congènites o quan s'ha produït una fístula urinària a conseqüència d'un traumatisme o per determinades actuacions quirúrgiques. Molt poc habitual.
- Incontinència funcional (functional incontinence, en anglès): quan hi ha:
  - un deteriorament cognitiu greu, que facin que la persona no sigui conscient de la micció.
  - una discapacitat o immobilitat físiques greus, que facin que la persona no pugui desplaçar-se (o que no ho faci amb la suficient rapidesa) per tal de poder orinar al lavabo o en un orinal.

## Tractament
Les opcions de tractament van des del tractament conservador, amb modificació de la conducta, als medicaments i la cirurgia. En tots els casos, el tractament menys invasiu que és el que s'ha de provar inicialment. L'èxit del tractament depèn d'un diagnòstic correcte.

### Exercicis
Els fisioterapeutes del sòl pelvià treballen amb pacients per identificar i tractar una disfunció subjacent dels músculs pelvians que pot dur a la incontinència urinària. Poden recomanar-se exercicis per enfortir els músculs, electroestimulació o tractaments de bioretroalimentació. L'exercici dels músculs de la pelvis, com els exercicis de Kegel, són un tractament de primera línia per a dones amb incontinència d'esforç. Es recomana fer esforços per augmentar el temps entre la micció, conegut com a entrenament de la bufeta, en aquells amb incontinència d'esforç. Tots dos es poden utilitzar en aquells amb incontinència mixta.

### Dispositius
- Bolquers
- Col·lectors (per homes en forma de preservatiu).
- Catèters urinaris poden ajudar a aquelles persones que presenten incontinència funcional.[17]
- Pessaris, inserits a la vagina.

### Medicaments
Existeixen diversos medicaments per tractar la incontinència urinària, incloent: fesoterodina (Toviaz, Tevedeso), tolterodina (EFG, Detrusitol, Urotrol) i oxibutinina (Kentera, Ditropan, Dresplan). Aquests medicaments funcionen relaxant el múscul llis de la bufeta. Tot i que alguns d’aquests medicaments semblen tenir un petit benefici, el risc d'efectes secundaris és una preocupació. Els medicaments són efectius per a aproximadament una de cada deu persones i tots els medicaments tenen una eficàcia similar.
Els medicaments no es recomanen per a aquells amb incontinència d'esforç i només es recomanen en aquells amb incontinència d'ànsia que no milloren amb l'entrenament de la bufeta.

### Cirurgia
Les dones i els homes que tenen una incontinència persistent malgrat una teràpia conservadora òptima poden ser candidats a la cirurgia. La cirurgia es pot utilitzar per ajudar a incontinència d'esforç o per vessament. Les tècniques quirúrgiques habituals per a la incontinència per estrès inclouen cabestrell (sling) uretral, cinta vaginal sense tensió, suspensió de la bufeta, esfínters urinaris artificials, entre d'altres.